# Yasuhiko Niimura
Yasuhiko Niimura (jap. 新村 泰彦, Niimura Yasuhiko; * 11. Mai 1970 in der Präfektur Shizuoka) ist ein ehemaliger japanischer Fußballspieler.

## Karriere
Niimura erlernte das Fußballspielen in der Schulmannschaft der Nihon University Mishima High School und der Universitätsmannschaft der Kokushikan-Universität. Seinen ersten Vertrag unterschrieb er 1993 bei JEF United Ichihara. Der Verein spielte in der höchsten Liga des Landes, der J1 League. Für den Verein absolvierte er 80 Erstligaspiele. 1997 wechselte er zum Zweitligisten Consadole Sapporo. 1998 wurde er mit dem Verein Meister der Japan Football League. Für den Verein absolvierte er 14 Spiele. 1998 wechselte er zum Zweitligisten Jatco FC. Ende 2003 beendete er seine Karriere als Fußballspieler.